# Borinka
Borinka – wieś i gmina (obec) w zachodniej Słowacji, w powiecie Malacky, w kraju bratysławskim na Słowacji.